# Genvalla
Genvalla är en by i Frösö distrikt (Frösö socken) i Östersunds kommun i Jämtlands län. Byn räknades tidigare som en småort men utgör istället sedan 2015 en del av tätorten Målsta.